# Антиквариум (Мюнхен)
Антиквариумът (на немски: Antiquarium – сграда, помещаваща колекция от антики) в Мюнхен е построен между 1568 г. и 1571 г. като разширение на Мюнхенската резиденция по поръчка на херцог Албрехт V с цел подслоняването на херцогската колекция от антики и библиотеката и малко по-късно е преустроен във вид на бална зала. Той е един от най-важните запазени сгради за излагане на колекции от Ренесанса.

## Архитектура
Залата на приземния етаж на антиквариума е дълга 69 метра и е най-голямата ренесансова зала на север от Алпите. Непрекъснатият цилиндричен свод е продупчен от отвори за 17 двойки прозорци, което го прави просторен. Богатото изрисуване на стените и тавана от художници като Ханс Донауер Стария, Алесандро Скалци, наречен Падовано, Петер Кандид и Антонио Мария Вивиани със 102 изображения на стари баварски градове е завършено едва около 1600 г.

## История
В качеството си на градски дворец, резиденцията в центъра на Мюнхен е била седалище на баварските херцози, курфюрсти и крале. Херцог Албрехт V разпорежда изграждането на свободно стояща двуетажна сграда към двореца, въз основа на идеите на произхождащия от Мантуа архитект Якопо Страда, с цел поместването на обширната му колекция от скулптури (на приземния етаж) и библиотеката (на горния етаж). Между 1580 и 1584 г. на Фридрих Сустрис било възложено преустройството на залата на приземния етаж на антиквариума във вид на тържествена и банкетна зала и така е започнало изрисуването на залата, което е запазено и до днес.

## Военни разрушения и възстановяване
По време на Втората световна война сводът е срутен от експлозивна бомба в средната му част. Още по-проблематична е била влагата, проникнала през следващите години, която сериозно повредила таванните стенописи. След като дупката на свода била запушена и нови покриви били издигнати на ново над това крило от сградата, Антиквариумът бил възстановен под ръководството на Ото Майтингер. Залата отново се използва за приеми на държавното правителство на Бавария и за концерти. Той е част от „Музея на Резиденцията“.

## Уеб връзки
- Музей на резиденцията: Антиквариум, Баварска администрация на държавните дворци, градини и езера (на немски (1) и английски (2) език)

|  | Тази страница частично или изцяло представлява превод на страницата Antiquarium (München) в Уикипедия на немски. Оригиналният текст, както и този превод, са защитени от Лиценза „Криейтив Комънс – Признание – Споделяне на споделеното“, а за съдържание, създадено преди юни 2009 година – от Лиценза за свободна документация на ГНУ. Прегледайте историята на редакциите на оригиналната страница, както и на преводната страница, за да видите списъка на съавторите. ВАЖНО: Този шаблон се отнася единствено до авторските права върху съдържанието на статията. Добавянето му не отменя изискването да се посочват конкретни източници на твърденията, които да бъдат благонадеждни. |